# Halsbandcotinga
De halsbandcotinga (Cotinga cayana) is een zangvogel uit de familie van de cotinga's (Cotingidae).

## Verspreiding en leefgebied
Deze soort komt voor in het Amazonegebied.

## Status
De grootte van de populatie is niet gekwantificeerd maar de soort wordt omschreven als schaars. Op de Rode lijst van de IUCN heeft deze soort de status niet bedreigd.

## Externe link

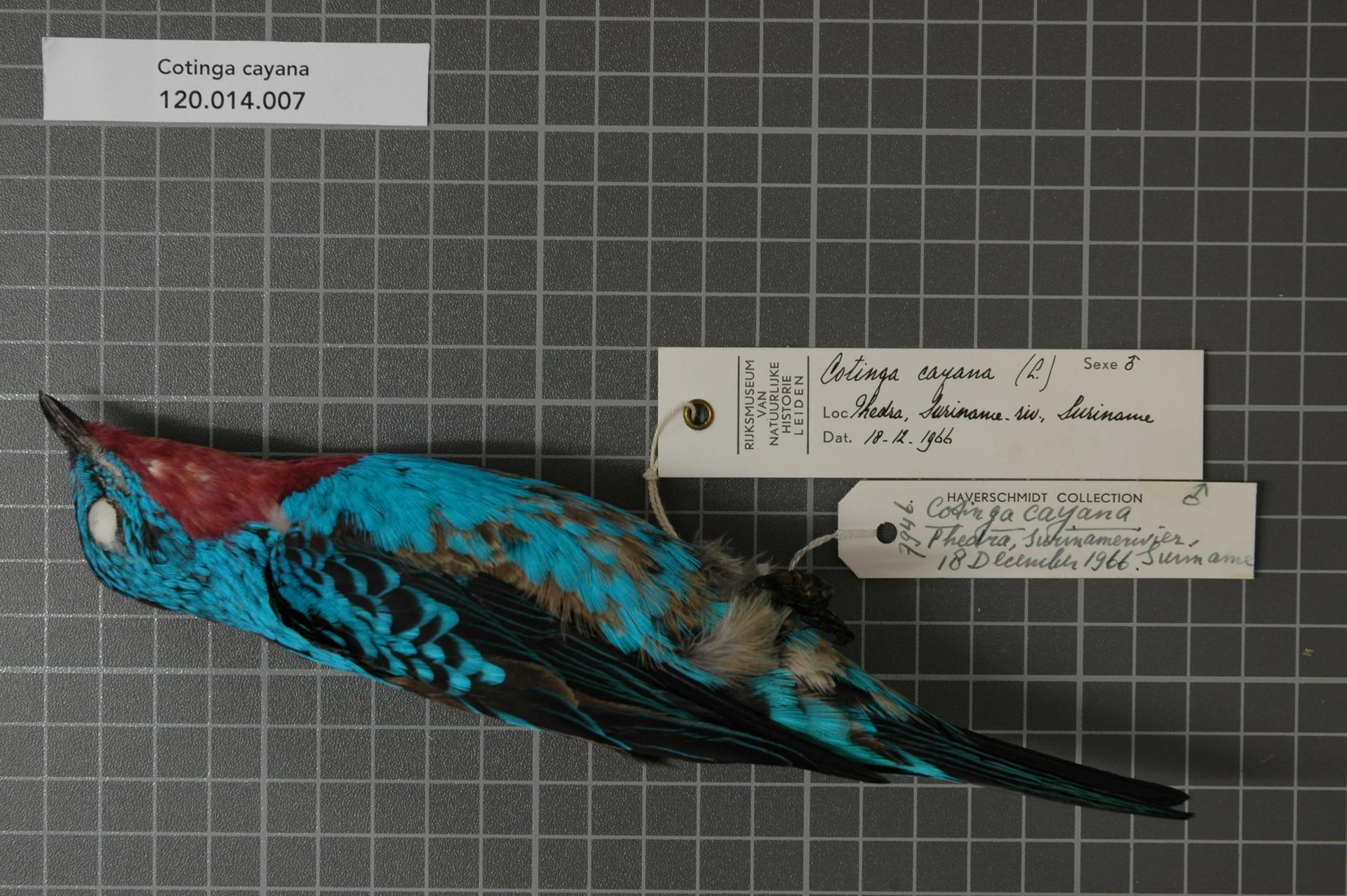
museumexemplaar
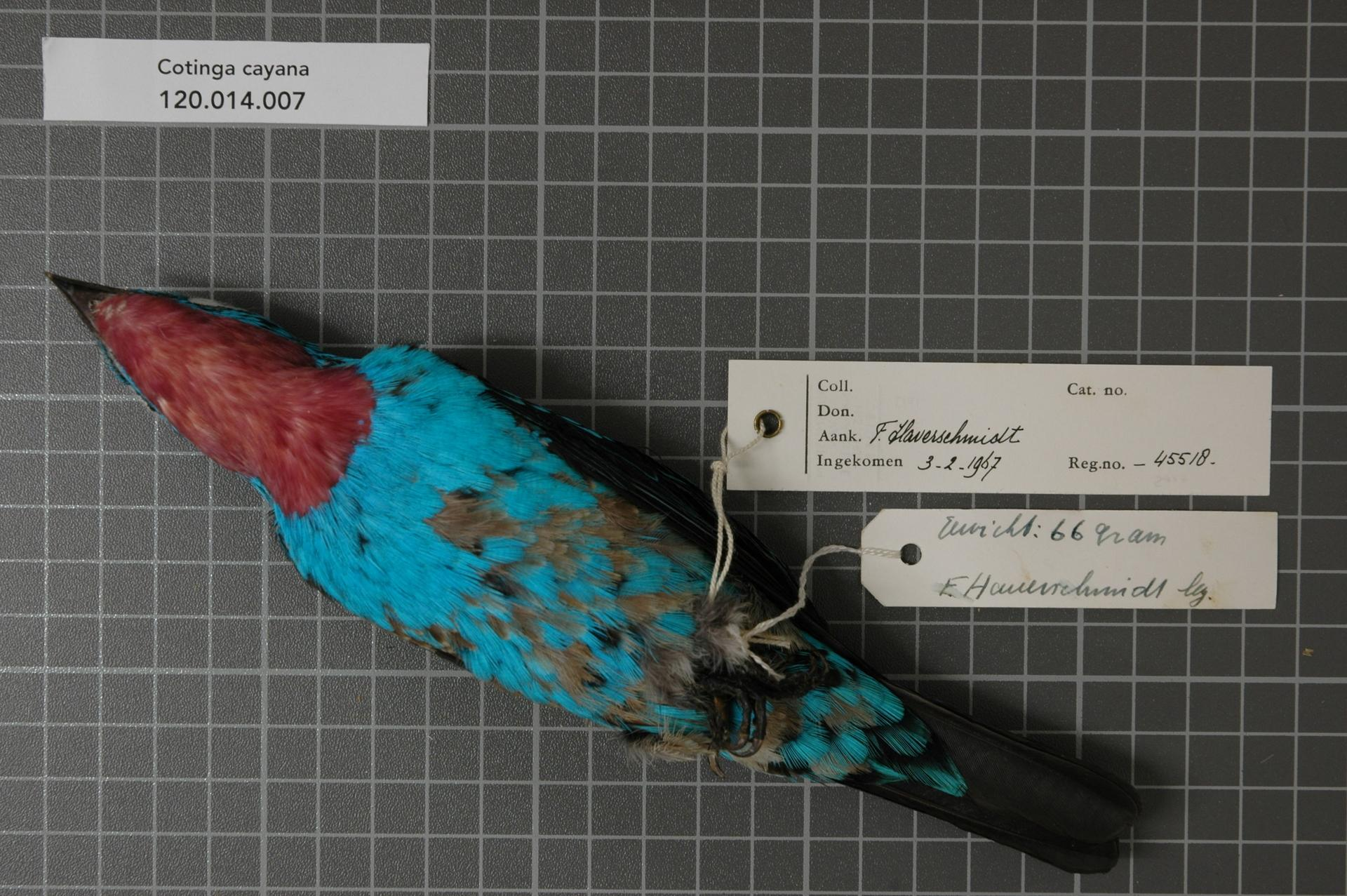
Zelfde individu, buikzicht